# Zwillingsart
Zwillingsarten (englisch Sibling species) sind eng verwandte und morphologisch äußerlich sehr ähnliche Schwesterarten, die oftmals das gleiche Gebiet besiedeln (Sympatrie), aber reproduktiv voneinander isoliert sind; d. h. zwischen Individuen dieser Arten werden keine oder keine fertilen Nachkommen gezeugt. Arten, die sich nicht nur stark ähneln, sondern äußerlich völlig gleich sind, werden wissenschaftlich auch als Kryptospezies (englisch Cryptic species) bezeichnet.
Beispielsweise werden die Fiebermücken (Anopheles gambiae) heute in sechs Zwillingsarten unterteilt, die zwar morphologisch nicht unterschieden werden können, sich aber in der Art der Blut spendenden Wirte oder bezüglich der Eiablagesubstrate (Süßwasser oder Brackwasser) unterscheiden. Obwohl die sechs Fiebermückenarten also großräumig im gleichen Verbreitungsgebiet vorkommen, suchen sie zur Fortpflanzungszeit unterschiedliche Lebensräume auf und sind somit räumlich voneinander isoliert. Weitere bekannte Beispiele für Zwillingsarten aus der heimischen Tierwelt sind bei den Singvögeln Fitis und Zilpzalp sowie Gartenbaumläufer und Waldbaumläufer. Hier sind die Arten trotz enger Verwandtschaft durch unterschiedliche akustische Signale reproduktiv voneinander isoliert.